# Partei für nationale Einigung und Demokratie
Die Partei für nationale Einigung und Demokratie (französisch: Parti pour l’Union National et la Démocratie, Kürzel: PUND-Salama) ist eine politische Partei in Niger.

## Geschichte
Die Partei für nationale Einigung und Demokratie wurde am 19. Juni 1992 von Akoli Daouel gegründet, der bereits im Dezember 1990 die Union für Demokratie und sozialen Fortschritt (UDPS-Amana) gegründet hatte. Beide Parteien haben ihre Hausmacht bei den Tuareg im Norden des Landes. Ein weiteres prominentes PUND-Salama-Mitglied der Anfangszeit war Abdoulaye Khamed.
Der PUND-Salama war ein Mitglied der bis 1996 bestehenden Neun-Parteien-Koalition Allianz der Kräfte des Wandels, die sich als Opposition zur Alleinherrschaft der Nationalen Bewegung der Entwicklungsgesellschaft (MNSD-Nassara) formierte. Bei den Parlamentswahlen von 1993, aus denen die Allianz siegreich hervorging, verfehlte der PUND-Salama jedoch wie zwei weitere Kleinparteien der Koalition den Einzug in die Nationalversammlung. Bei den darauffolgenden Parlamentswahlen von 1995 gewann die Partei drei von 83 Sitzen. Sie unterstützte Staatspräsident Mahamane Ousmane von der Partei Demokratische und soziale Versammlung (CDS-Rahama), dessen Lager allerdings keine parlamentarische Mehrheit erreichen konnte. 1996 spalteten sich einige Parteimitglieder aus Tillabéri mit einer Kleinpartei, der Partei für demokratische Erneuerung (PRD-Mahiba), vom PUND-Salama ab.
Seit dem Staatsstreich von Ibrahim Baré Maïnassara und den Parlamentswahlen von 1996 ist der PUND-Salama nicht mehr in der Nationalversammlung vertreten. Die Partei gehörte anfangs zu den Unterstützern Baré Maïnassaras, schloss sich aber am 2. Februar 1997 mit der Nigrischen Allianz für Demokratie und Fortschritt (ANDP-Zaman Lahiya) und der neugegründeten Nigrischen Partei für Selbstverwaltung (PNA-Al’ouma) zu einem Parteienbündnis in Opposition gegen Baré Maïnassara zusammen. Bei den Präsidentschaftswahlen von 2011 unterstützte der PUND-Salama den MNSD-Nassara-Kandidaten Seini Oumarou, der sich jedoch Mahamadou Issoufou von der Nigrischen Partei für Demokratie und Sozialismus (PNDS-Tarayya) geschlagen geben musste.